# Charlotte Hawkins Brown

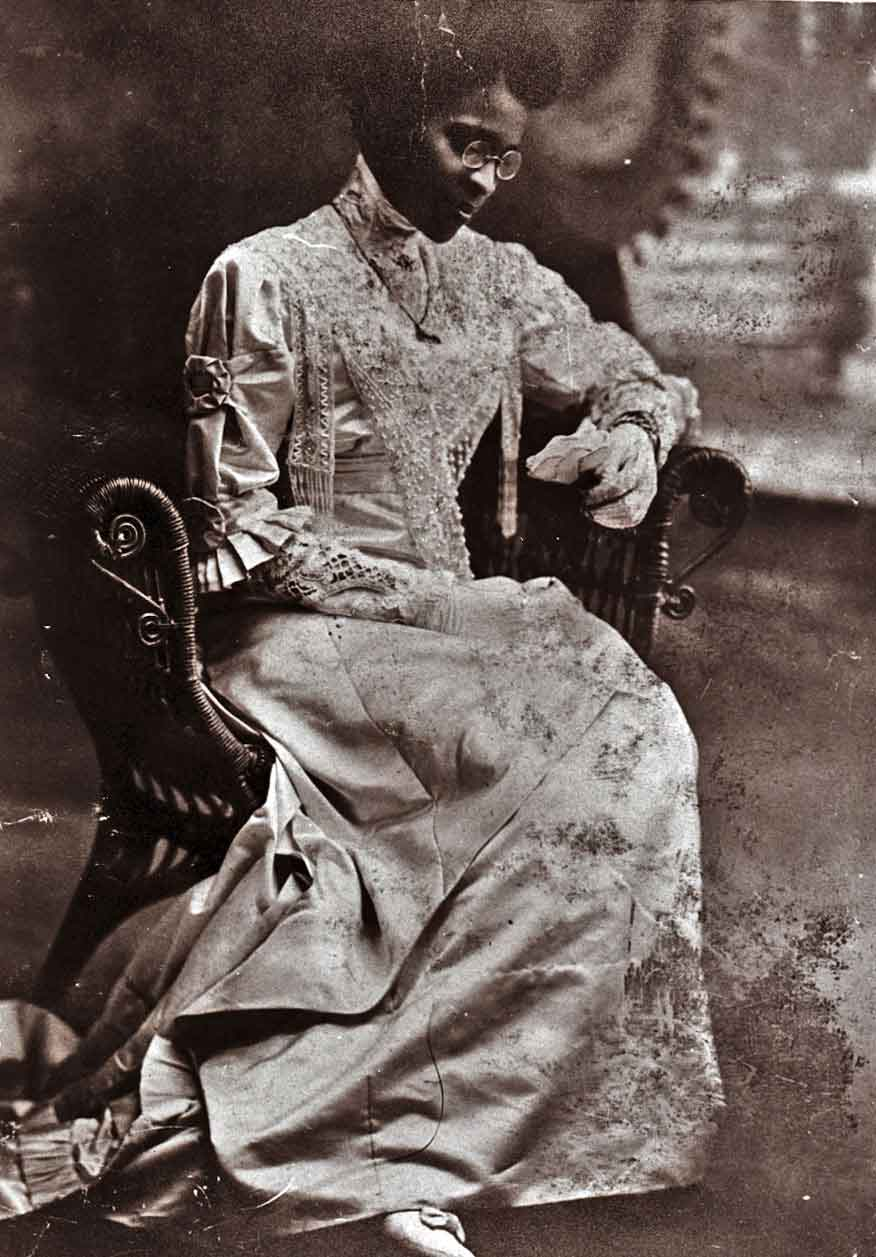
Charlotte Hawkins Brown in ihrem Hochzeitskleid, 1912

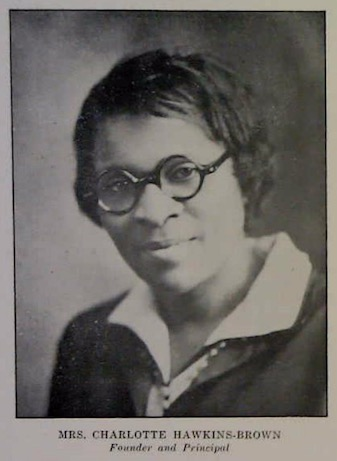
Charlotte Eugenia Hawkins Brown, 1931

 Charlotte Eugenia Hawkins Brown  (* 11. Juni 1883 in Henderson (North Carolina), North Carolina, USA; † 11. Januar 1961 in Greensboro (North Carolina), USA) war eine US-amerikanische Pädagogin und Autorin. Sie gründete das Palmer Memorial Institute in Sedalia (North Carolina).

## Leben und Werk

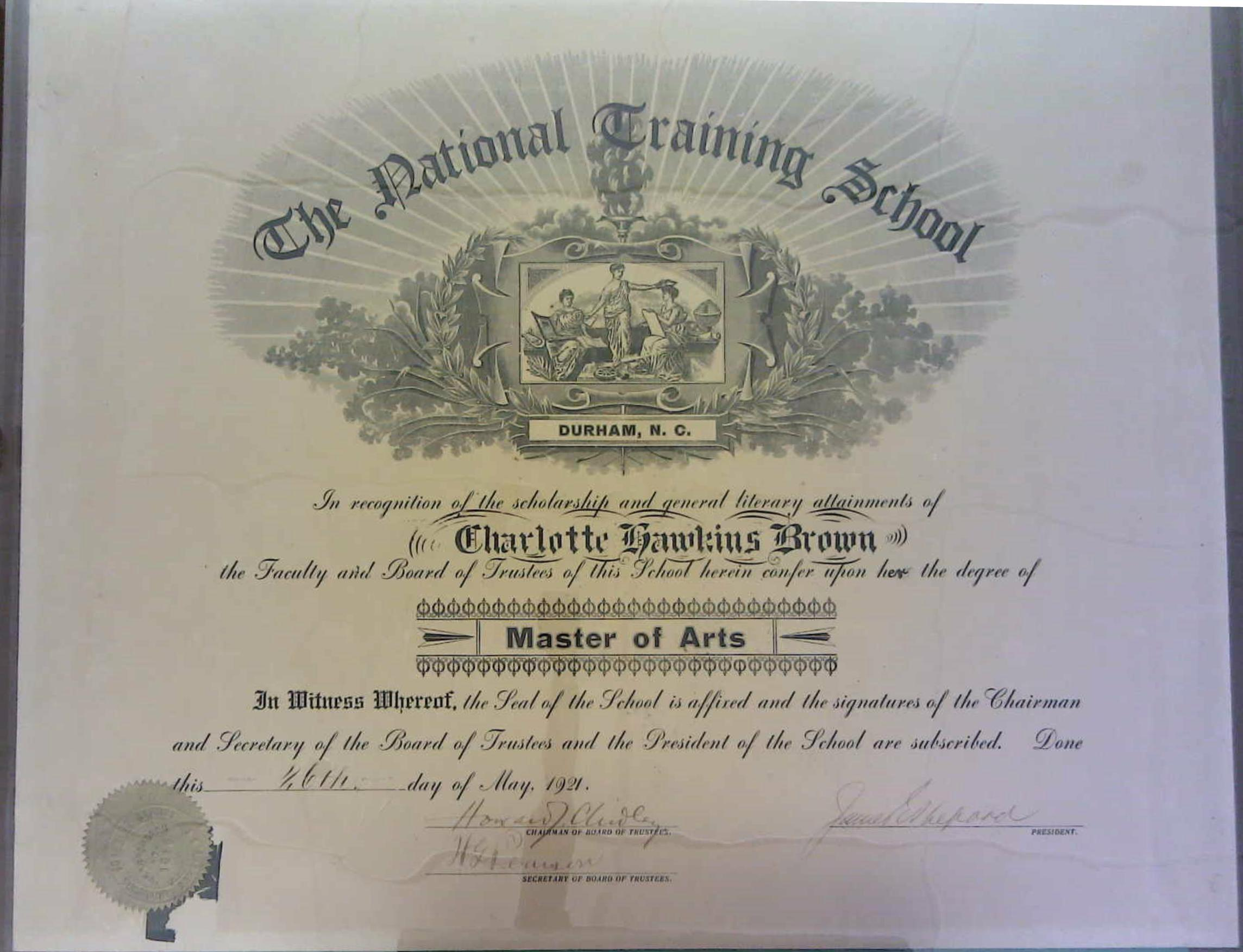
Master-of-Arts-Urkunde von Charlotte Hawkins Brown

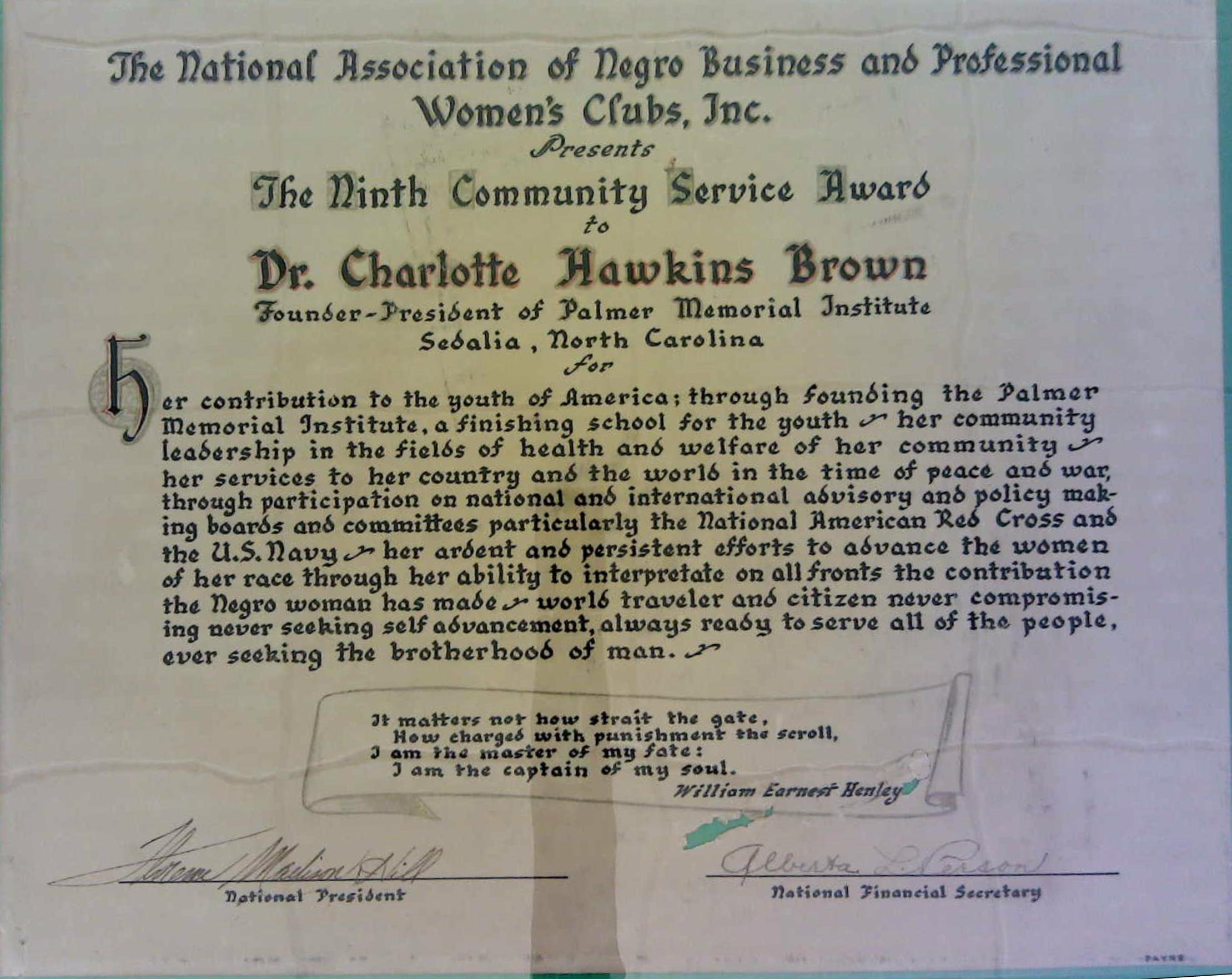
The Ninth Community Service Award von Charlotte Hawkins Brown

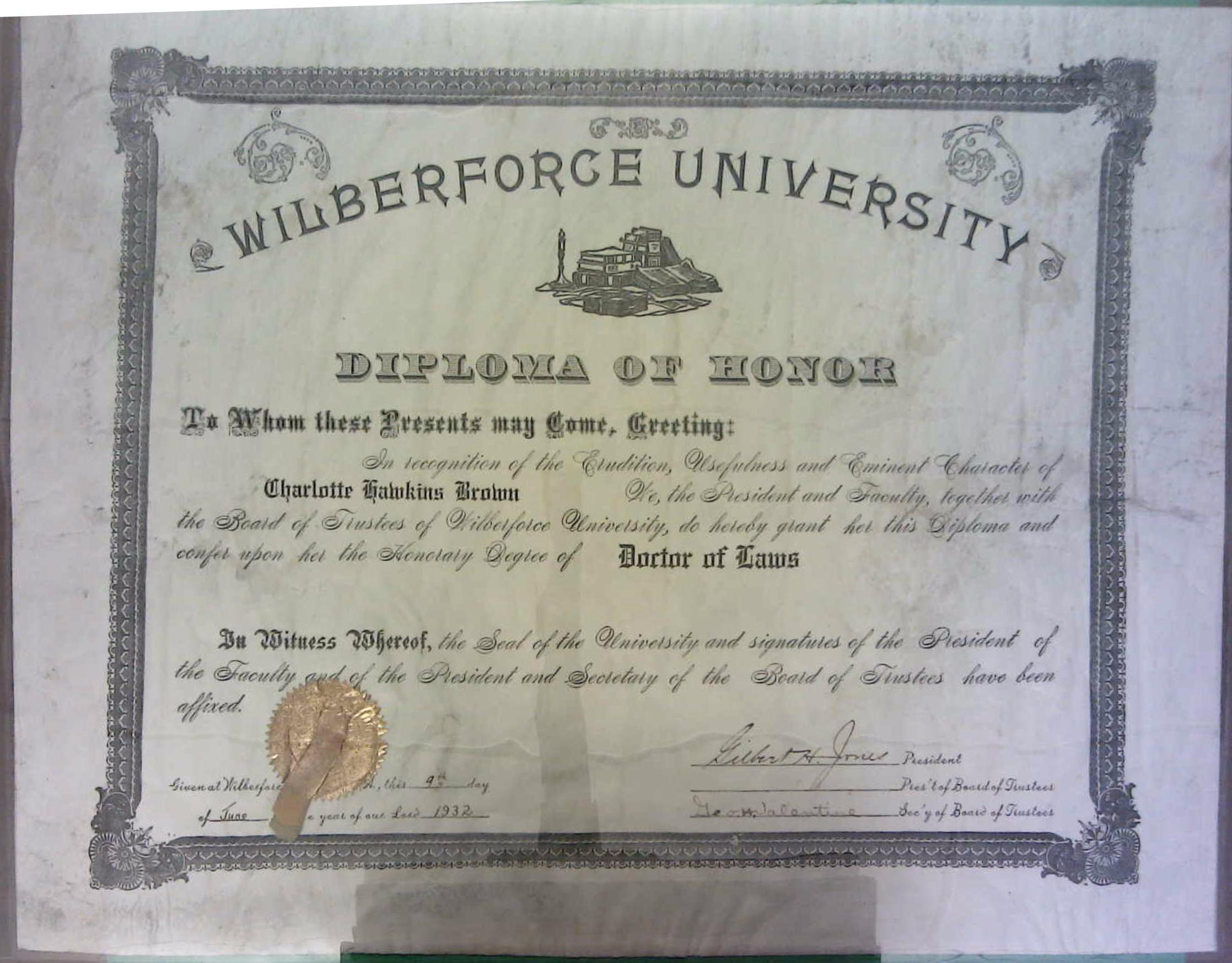
Diploma of Honor der Wilberforce University von Charlotte Hawkins Brown

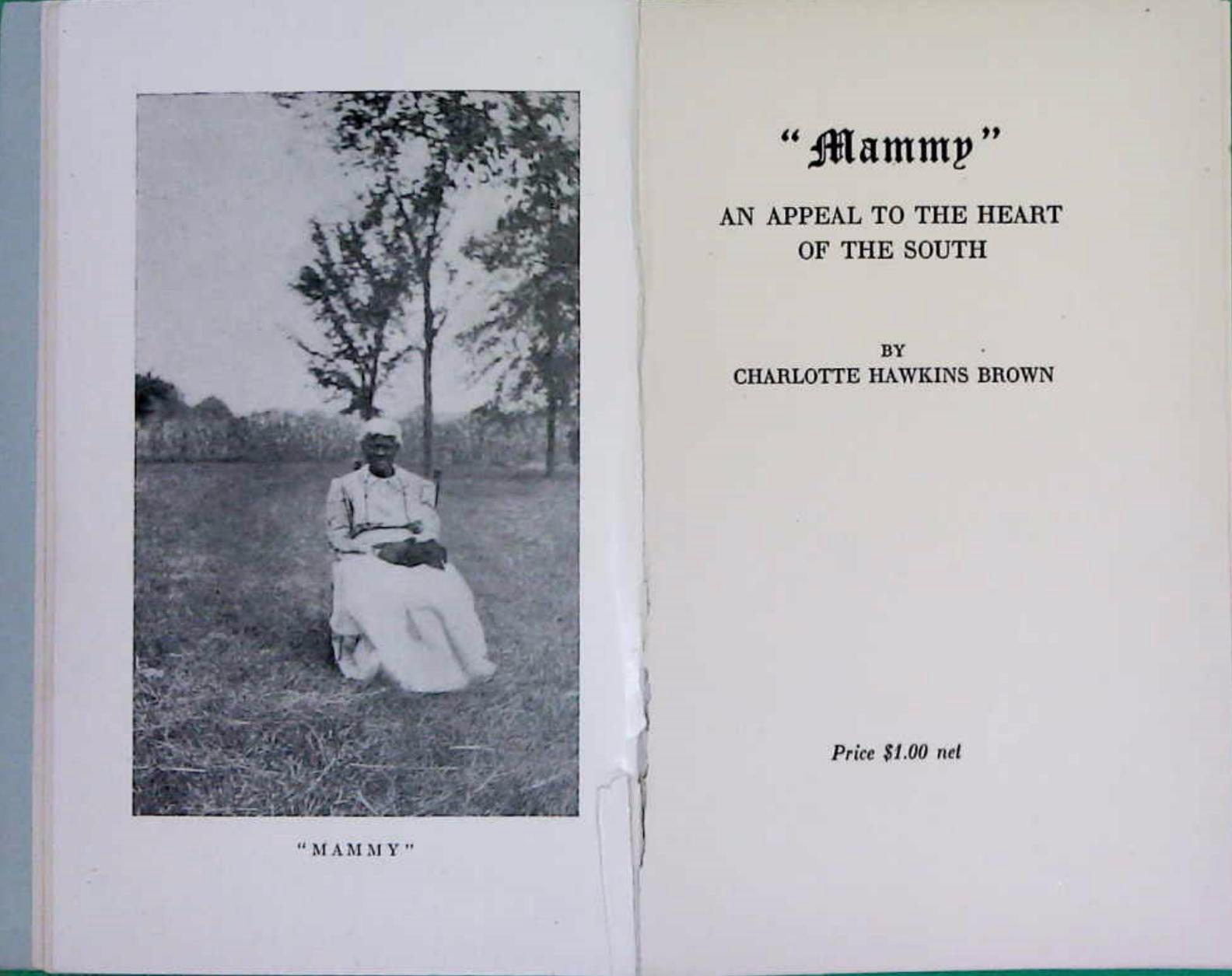
Buchseite mit Abbildung aus: Mammy. Charlotte Hawkins Brown Papers, 1919

Brown war die Enkelin einer Sklavin und Tochter von Caroline Frances Hawkins und Edmund H. Hight. 1888 zog sie mit neunzehn Mitgliedern ihrer Großfamilie nach Cambridge (Massachusetts). Zusammen mit ihrem Bruder Mingo besuchte sie die Allston Grammar School in Cambridge und anschließend die Cambridge English High School. Sie studierte dann an der Salem State Normal School, wobei ihre Schulkosten von Alice Freeman Palmer, Mitglied des Massachusetts Board of Education, bezahlt wurden.
Brown verließ Salem vor ihrem Abschluss und erhielt aber später als Anerkennung für ihre Arbeit ein Diplom. 1901 unterrichtete sie in Sedalia am Bethany Institute, einer ländlichen Schule für afroamerikanische Kinder. Als die von der American Missionary Association betriebene Schule geschlossen wurde, gründete Brown 1902 in Sedalia das Palmer Memorial Institute, eine Tages- und Internatsschule für Afroamerikaner, die sie nach der kurz zuvor verstorbenen Palmer benannte. Durch ihre Arbeit für die Schule und im Bildungsbereich lernte sie einflussreiche Persönlichkeiten wie Mary McLeod Bethune, Eleanor Roosevelt und Booker T. Washington kennen.
In den 1920er Jahren war das Palmer Memorial Institute ein etabliertes und erfolgreiches Internat. Brown verbrachte das akademische Jahr 1927–28 mit dem Studium in Wellesley und hielt häufig Vorlesungen am Smith College, Wellesley College, Mount Holyoke College und Radcliffe College sowie an der Howard University, dem Hampton Institute und dem Tuskegee Institute. 1937 schloss Brown die Grundschul- und Junior-College-Abteilungen und überzeugte die Beamten von Guilford County, die erste öffentliche ländliche Highschool des Countys für Afroamerikaner zu eröffnen.
Sie wurde 1940 als eine der ersten Afroamerikanerinnen in den North Carolina Council of Defense berufen und diente während des Zweiten Weltkriegs auch als Mitglied des Exekutivkomitees des Home Nursing Council des amerikanischen Roten Kreuzes. Obwohl sie im Oktober 1952 als Präsidentin des Palmer Memorial Institute in den Ruhestand ging, war sie dort bis 1955 Finanzdirektorin. Sie starb nach langer Krankheit in Greensboro.
Neben ihrer Arbeit am Palmer Memorial Institute war Brown in nationalen Bemühungen aktiv, die Chancen für Afroamerikaner zu verbessern.  Sie gründete die Negro Business League  und 1919 die Southern Commission for Interracial Cooperation. Sie war die erste afroamerikanische Frau, die in den nationalen Vorstand des Young Women’s Christian Association (YWCA) berufen wurde, und war Ehrenmitglied der Schwesternschaft Alpha Kappa Alpha. Brown veröffentlichte viele ihrer pädagogischen Philosophien und Maximen in gedruckter Form.
Von 1911 bis 1915 war sie mit Ed Brown verheiratet, mit dem sie keine eigenen Kinder bekam. Sie zog die Töchter ihres Bruders Mingo und die vier Kinder ihrer Tante Ella Brice auf. Browns Bruder war der Vater der Jazzsängerin Maria Hawkins Cole, die die Frau des Musikers Nat King Cole und die Mutter der Sängerin Natalie Cole und der Schauspielerin Carole Cole wurde.

## Ehrungen
- Brown erhielt sechs Ehrendoktorwürden, darunter 1937 die Ehrendoktorwürde der Lincoln University (Pennsylvania), 1939 der Wilberforce University und 1944 der Howard University.
- Die restaurierten Campusgebäude des Palmer Memorial Institute sind heute das Charlotte Hawkins Brown Museum.[5]

## Veröffentlichungen (Auswahl)
- 1919: Mammy.
- 1941: The Correct Thing to Do, to Say and to Wear.